# Tatort: Mordsgeschäfte
Mordsgeschäfte ist ein Fernsehfilm aus der Kriminalreihe Tatort der ARD und des ORF. Der Film wurde vom SFB produziert und am 25. Mai 1997 erstmals ausgestrahlt. Es handelt sich um den fünften Fall des Ermittler-Duos Roiter und Zorowski und die 361. Tatort-Folge. Roiter und Zorowski müssen die Morde an einem Landesbeamten für Grundstücksfragen und einem unbekannten Amerikaner sowie an einem Berliner Kaufhausbesitzer klären.

## Handlung
Der Berliner Kaufhausbesitzer Lothar Studick zeigt Investoren sein Projekt in der Berliner Innenstadt, die derzeit durch die Wiedervereinigung zur größten innerstädtischen Baustelle Europas im ehemaligen Todesstreifen geworden ist. Er hat das Grundstück des alten Ostberliner Kaufhauses seiner Familie in der Schützenstraße zurück erworben und will dies aufwendig ausbauen. Zeitgleich wird im Tegeler Forst Manfred Lilienthal, Hobbyjäger und Abteilungsleiter bei der LAKEV (Landesanstalt zur Klärung ungeklärter Eigentumsverhältnisse), bei der Hasenjagd aus dem Hinterhalt per Kopfschuss getötet, erste Spuren ergeben, dass es sich bei dem Täter offensichtlich um einen Profikiller handelte. Während Roiter und Zorowski am Tatort eine erste Bestandsaufnahme machen, wird ein weiterer Mordanschlag verübt, ein unbekannter Amerikaner, der Studick gerade ansprechen wollte, wird ebenfalls aus dem Hinterhalt erschossen. Roiter und Zorowski eilen zum Tatort, Roiter führt die Befragung von Studick und seinen Partnern allerdings alleine durch, er kennt die Herren offensichtlich. Zorowski kann schnell ermitteln, dass beide Morde vom gleichen Täter innerhalb von 56 Minuten durchgeführt wurden. Roiter erzählt Zorowski, dass er Studick, den Steuerberater Jacobi und den Architekten Eichhorn kennt, Studick ist ein alter Freund Roiters aus dem Tennisclub. Zudem erzählt er Zorowski von seiner Beteiligung an Studicks Projekt, Roiter hat eine Eigentumswohnung in dem Rohbau erworben. Studick hält 90 % der Anteile an dem Projekt, der Rest wird von Investoren getragen, Roiter kann sich seine Beteiligung durch eine Erbschaft leisten.
Roiter sucht den ehemaligen DDR-Grenzsoldaten Gregor Paczula in der JVA auf, der wegen illegalen Waffenhandels einsitzt und fragt diesen nach dem Projektil, Paczula verweigert sich allerdings zunächst jeder Zusammenarbeit. Anschließend fährt Roiter zur LAKEV, dort trifft er auf Katrin Mertineit, die ihren letzten Arbeitstag hat. Zorowski hat unterdessen herausgefunden, dass Lilienthal in seiner unauffällig eingerichteten Wohnung seit zwei Jahren nicht mehr von den Nachbarn gesehen worden war. Roiter hatte in der LAKEV herausgefunden, dass Lilienthal über zahlreiche millionenschwere Ansprüche zu entscheiden hatte und sich dadurch leicht einflussreiche Feinde hatte machen können. Paczula hat sich mittlerweile zur Kooperation bereit erklärt und gibt Roiter für eine Gegenleistung den Hinweis auf einen ehemaligen französischen Besatzungssoldaten namens Jean-Michel LeBlanc, dieser war Scharfschütze und gehörte als Killer zu Paczulas Waffenkunden. Roiter und Zorowski gelingt es nach einem kurzen Feuergefecht, LeBlanc festzunehmen, auch die Tatwaffe finden sie in seiner Wohnung. LeBlanc gesteht schließlich aufgrund der erdrückenden Indizienlage und eines Bluffs von Roiter, seinen Auftraggeber und die Hintergründe der Morde kenne er allerdings nicht.
In der Wohnung des Killers finden die Beamten neben den Fotos des unbekannten Amerikaners und Lilienthals auch eines von Katrin Mertineit. Roiter sucht sie auf und fragt sie, ob sie sich vorstellen könnte, wer sie umbringen wollte, doch diese weist ihn schroff ab und tut seine Vermutungen als Phantasien ab. Beim Richtfest von Studicks Projekt wird die Festgesellschaft derweil von Autonomen überfallen, die den Plänen für die neue Berliner Innenstadt nichts abgewinnen können. Studick gibt anschließend Roiter gegenüber zu, dass er die Autonomen aus seinem Haus hat prügeln lassen, daraufhin kommt es zu einer körperlichen Auseinandersetzung der beiden Tennispartner. Zorowski findet unterdessen heraus, dass Lilienthal seit zwei Jahren in einer Villa wohnte, die sehr luxuriös eingerichtet ist, Lilienthal konnte sich dies unmöglich von seinem Beamtengehalt leisten. Seine alte Wohnung hatte er zur Tarnung behalten und einen Nachsendeantrag gestellt. Während sich Roiter und Zorowski in der Wohnung umsehen, werden sie zu Studicks Villa gerufen, dieser ist dort mit seiner eigenen Waffe erschossen worden, er muss den Täter gekannt haben. In seinem Arbeitszimmer finden sich Spuren, dass Studick in der vergangenen Nacht Akten vernichtet hat und eine Notiz, die auf eine Verabredung Studicks zum Mordzeitpunkt des Amerikaners auf der Baustelle hinweist. Sein Vorgesetzter taucht am Tatort auf und erklärt Roiter, dass er wegen seiner beruflichen und privaten Kontakte zum Mordopfer vom Fall abgezogen ist und nunmehr Zorowski alleine weiterermitteln soll.
Zorowski findet heraus, dass laut Gesellschaftervertrag Studicks Anteil, da er keine gesetzlichen Erben und kein Testament hat, auf die übrigen Gesellschafter umverteilt wird, so dass Roiter mit einem Schlag anstatt eines Bruchteils ein Viertel der millionenschweren Immobilie gehört. Zorowski macht Roiter Vorwürfe, dass er dies verschwiegen hat, Roiter fühlt sich angegriffen und wirft Zorowski hinaus. Kurz darauf taucht Katrin Mertineit bei Roiter auf, da sie eine subtile Morddrohung erhalten hat. Lilienthal habe ihr vor ein paar Wochen einen Aktenkoffer zur Aufbewahrung gegeben und ihn zwei Tage vor seinem Tod wieder abgeholt, offensichtlich glaube jemand, sie habe den Koffer noch, Roiter verspricht ihr Polizeischutz. Roiter meldet am nächsten Morgen seinem Vorgesetzten die Klausel aus dem Vertrag, da er kein Alibi hat, wird Roiter vom Dienst suspendiert und fortan von Kollegen beschattet. Roiter sucht seinen Steuerberater Jacobi auf, von diesem bekommt er einen Hinweis, dass Eichhorn etwas mit dem Mord zu tun haben könnte. Der von Roiter informierte Zorowski sucht daraufhin Eichhorn auf der Baustelle auf und konfrontiert ihn damit, dass sich dieser bei einem Immobiliengeschäft verhoben und deshalb wenige Stunden vor Studicks Ermordung Jacobi gebeten habe, seine Steuererklärung zu manipulieren, um Nachzahlungen an das Finanzamt zu vermeiden. Als sich Roiter mit Katrin trifft, verübt ein Unbekannter einen Anschlag auf sie, Roiter kann den Angreifer in letzter Sekunde in die Flucht schlagen. Katrin gesteht Roiter schließlich, dass sie und Lilienthal ein Paar waren.
Zorowski erhält einen Anruf, fährt heimlich zu Roiter und mit ihm zusammen zu einem Luxus-Hotel in der Innenstadt, in dem der Koffer des unbekannten Amerikaners angekommen ist. Zorowski hat unterdessen herausgefunden, dass Eichhorn als unmittelbarer Täter ausscheidet, da er zur Tatzeit in seinem Büro war ein somit wasserdichtes Alibi hat. Die beiden Beamten fahren anschließend zu Katrin, deren Wohnung aufgebrochen und durchsucht wurde. Roiter hält ihr vor, dass der tote Amerikaner Roman Testorp hieß und Unterlagen zu dem Objekt in der Schützenstraße bei sich hatte. Seine Briefe an die LATEV sind allerdings nie aktenkundig geworden und Katrin hatte die Akte Schützenstraße in den Computer eingegeben. Katrin erzählt daraufhin, dass das Kaufhaus beiden Familien, den Testorps und den Studicks, gehört habe, die Familien waren zu DDR-Zeiten enteignet worden und die Testorps in die USA ausgewandert. Da die Testorps unauffindbar waren, konnte Studick nicht an das Grundstück kommen, Lilienthal fälschte daraufhin für Studick das Grundbuch, Studick hatte ihn und den Sachbearbeiter gut dafür bezahlt. Katrin hatte den Brief Testorps gefunden und Lilienthal darauf angesprochen. Er hatte sie daraufhin umgarnt, so dass sie mitgemacht hatte. Der Sachbearbeiter hieß Schneider, Katrin kannte ihn kaum. Zorowski kann ermitteln, dass Schneider mittlerweile geheiratet hat und der Steuerberater Jacobi ist, die Beamten setzen Katrin auf ihren Ex-Kollegen an. Sie trifft sich mit ihm in Lilienthals Villa und bietet ihm die Beweismittel an. Er erklärt ihr, dass Studick ihn mit dem Job als Steuerberater und einen kleinen Anteil abgespeist habe und er sich deshalb ein größeres Stück vom Kuchen sichern wollte. Als er bemerkt, dass sie verwanzt ist, zieht er eine Waffe und nimmt Katrin als Geisel. Jacobi fordert ein Fluchtauto und eine halbe Million Mark, kann aber überwältigt und leicht verletzt festgenommen werden.

## Produktion
Der Tatort Mordsgeschäfte ist eine Produktion im Auftrag des SFB für Das Erste. Der Film wurde in Berlin gedreht. Bei seiner Erstausstrahlung am 25. Mai 1997 hatte Mordsgeschäfte 7,09 Millionen Zuschauer, was einem Marktanteil von 23,07 % entspricht.
Die zwölf Filme des SFB mit Winfried Glatzeder wurden nicht auf herkömmlichem Filmmaterial aufgezeichnet, sondern mit Hilfe von Betacam-Videokameras, was eine Videoclip-Ästhetik der Filme zur Folge hatte, die vielfach kritisiert wurde. Auch der 1995 vom SFB produzierte Polizeiruf 110: Sieben Tage Freiheit wurde in diesem Format aufgezeichnet und ebenfalls kritisiert.

## Kritik
TV Spielfilm beurteilte die „lahme Inszenierung“ negativ: „Nägel schneiden dürfte spannender sein“.